# Vheissu
Vheissu es el cuarto álbum de estudio de la banda estadounidense de rock Thrice. Se lanzó el 17 de octubre de 2005 a través de Island Records llegando al puesto #15 en la lista Billlboard 200. Se lanzaron dos versiones del álbum, incluyendo una edición limitada que contiene el proceso de creación de cada pista detallado en el libreto.
Muchos críticos lo caracterizan como una desviación experimental de las raíces post-hardcore de Thrice, con la implementación de elementos como melodías de piano ("For Miles"), electrónica ("Red Sky"), música folk japonesa ("Music Box" - La melodía proviene de la canción Sakura Sakura) y coros de cántico de cadena de presidiarios ("La Tierra Sacudirá"). La banda recurrió al productor inglés Steve Osborne, cuyos trabajos pasados incluyen muchos hits de bandas Brit-pop, para obtener una perspectiva nueva en el proceso de creación de las canciones, habilitando a la banda a expandir sus influencias musicales y producir un álbum diferente.
El código de morse del inicio de "Image of the Invisible" deletrea el título del álbum.
La primera pista del álbum, "Image of the Invisible", está incluida en la banda sonora del videojuego Tony Hawk American Wasteland.

## Lista de canciones
1. "Image of the Invisible" – 4:14
2. "Between the End and Where We Lie" – 3:56
3. "The Earth Will Shake" – 4:29
4. "Atlantic" – 4:02
5. "For Miles" – 4:27
6. "Hold Fast Hope" – 4:01
7. "Music Box" – 4:46
8. "Like Moths to Flame" – 4:26
9. "Of Dust and Nations" – 4:50
10. "Stand and Feel Your Worth" – 5:52
11. "Red Sky" – 4:17
12. "Flags of Dawn" (bonus track de la edición japonesa) – 3:39
13. "Weight of Glory" (bonus track de la edición japonesa) – 4:24